# بالستیک (فیلم)
بالستیک (به انگلیسی: Ballistic) یک فیلم سینمایی آمریکایی در ژانر تریلر و اکشن محصول سال ۲۰۰۲ به کارگردانی ویچ کائوسایاندا (با نام مستعار کائوس) است. در این فیلم آنتونیو باندراس و لوسی لیو به عنوان مأمورین مخفی که برای مبارزه با یک دشمن مشترک متحد می‌شوند ، بازی می کنند. این فیلم یک محصول مشترک بین کانادا ، آلمان و ایالات متحده آمریکا می‌باشد.
این فیلم یکی از بدترین مواردی بود که تا آن زمان ساخته شده بود در گیشه ، فقط ۲۰ میلیون دلار در برابر بودجه ۷۰ میلیون دلاری درآمد داشت. و باعث شد فیلم تبدیل به بمب گیشه شود.

## داستان
فرزند یکی از سردمداران سازمان اطلاعات توسط زنی چینی تبار ربوده میشود. از سوی دیگر، معاون سازمان اطلاعات به سراغ مأمور سابق (اف بی آی) میرود و به او خبر میدهد که کشته شدن همسرش در هفت سال پیش دروغ بوده و…

## بازیگران
- آنتونیو باندراس نقش جرمیا اکس ، نماینده اف بی آی
- لوسی لیو به عنوان عامل جدا
- گرگ هنری به عنوان مدیر DIA رابرت گانت / عامل کلارک
- ری پارک به عنوان AJ Ross
- تالیسا سوتو به عنوان رین اککس / وین گانت
- میگل ساندووال نقش جولیو مارتین
- تری چن به عنوان مأمور هری لی
- راجر کراس به عنوان زین
- ساندریان هالت به عنوان نماینده بنت
- استیو بیسیک به عنوان نماینده فلمینگ
- تونی آلکانتار در نقش ادگار مور
- آیدان دراموند به عنوان مایکل گانت
- دیوید پلفی به عنوان مرد Sleazy
- دیوید پیرسون به عنوان افسر VPD
- جردن رافائل به عنوان راس تیرانداز
- برایان دراموند به عنوان افسر VPD
- جوئل کرامر به عنوان راننده اتوبوس
- جان دی‌سنتیس به عنوان نگهبان شماره 2 اتوبوس
- چارلز آندره به عنوان نماینده آدیس
- مایک دوپود به عنوان نماینده DIA
- جاناتان کلی به عنوان معلم فناوری دا فیجی[۳] [۴][۵] [۶]

## باکس آفیس
این فیلم در آخر هفته افتتاحیه خود ، ۷ میلیون دلار در ۲۷۰۵ سالن سینما به طور متوسط 2،591 دلار در هر تئاتر کسب کرد و در رتبه ۴ در گیشه آمریکا قرار گرفت. در نهایت این فیلم ۱۴.۳ میلیون دلار در ایالات متحده و ۵.۶ میلیون دلار بین‌المللی با کل ۱۹.۹ میلیون دلار در مقابل ۷۰ میلیون دلار بودجه تولید درآمد.